# Lethe arete
Lethe arete är en fjärilsart som beskrevs av Pieter Cramer 1780. Lethe arete ingår i släktet Lethe och familjen praktfjärilar. Inga underarter finns listade i Catalogue of Life.

## Bildgalleri

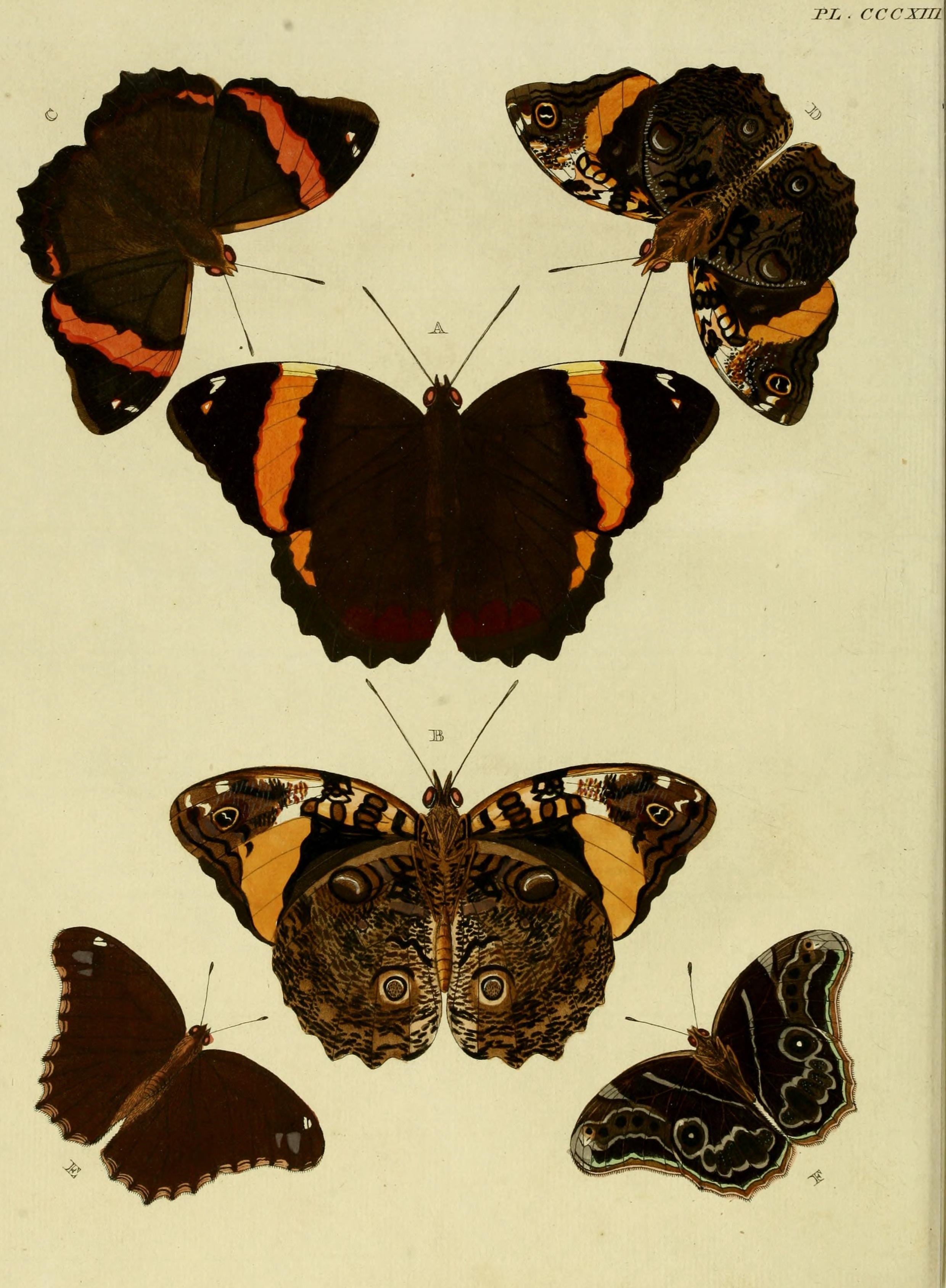